# Berlești
Berlesti là một xã thuộc hạt Gorj, România. Dân số thời điểm năm 2002 là 2402 người.